# Gliese 514
Gliese 514 is een rode dwerg met een spectraalklasse van M1.0Ve. De ster bevindt zich 24,88 lichtjaar van de zon.